# Elektrownia gazowa
Elektrownia gazowa – rodzaj elektrowni, dla której podstawowym paliwem jest gaz ziemny.

## Budowa
Podstawowe elementy elektrowni gazowej
- komora spalania (do której dostarczane jest paliwo oraz sprężone powietrze)
- turbina gazowa (do której trafiają spaliny podgrzane do wysokiej temperatury)
- wytwornica pary (HRSG)
- turbina parowa
- skraplacz
- chłodnia wentylatorowa/kominowa
- generator

## Zalety
1. Ograniczenie emisji szkodliwych związków chemicznych – Gaz stosowany w elektrowni gazowej jest tym samym paliwem, który powszechnie wykorzystuje się w gospodarstwie domowym. W wyniku spalania gazu ziemnego nie powstają szkodliwe tlenki siarki, natomiast zawartość tlenków azotu oraz dwutlenku węgla (w porównaniu z procesem spalania węgla) zmniejszona jest o połowę.
2. Większa czystość ekologiczna – Elektrownia gazowa, bazując na czystym paliwie oraz nowoczesnej technologii, nie emituje uciążliwego zapachu, chmury dymu, sadzy ani popiołu. Gaz, jako nośnik energii, jest najbardziej ekologicznym i najczystszym dostępnym paliwem kopalnym.
3. Szybsza i tańsza budowa w porównaniu do elektrowni konwencjonalnej – W przypadku budowy elektrowni gazowej, nie zachodzi potrzeba budowania zbiorników gazowych (gaz ziemny dostarczany jest na bieżąco rurociągiem od dostawcy zewnętrznego), nie ma konieczności tworzenia miejsca na skład opału oraz przechowywanie odpadów. Ze względu na mniejsze gabaryty oraz nowoczesną technologię, budowa elektrowni gazowej trwa dwa razy krócej niż elektrowni węglowej.
4. Wyższa (o ok. 20%) sprawność układu przetwarzania energii – Wyższa sprawność wiąże się z mniejszymi wymaganiami układu chłodzenia, a w związku z tym z mniejszym zużyciem wody.

## Wpływ na środowisko
Instalacja gazowa bloków gazowo-parowych wyposażona jest w odpowiednie systemy zabezpieczeń w postaci wykrywaczy gazu i automatycznych, szybko zamykających się, zaworów. Prawidłowo prowadzony proces spalania gazu w turbinie gazowej nie stwarza zagrożenia dla środowiska.
Proces wytwarzania energii elektrycznej w oparciu o paliwo gazowe jest technologią bezodpadową. Odpady wytwarzane są jedynie w wyniku konieczności utrzymania instalacji w dobrym stanie technicznym (głównie odpadowe oleje przekazywane do odzysku w rafinerii).